# Luciotrichus
Luciotrichus är ett släkte av svampar. Luciotrichus ingår i familjen Pyronemataceae, ordningen skålsvampar, klassen Pezizomycetes, divisionen sporsäcksvampar och riket svampar.